# Побуна у Источној Немачкој
Побуна у Источној Немачкој догодила се у јуну и јулу 1953. Штрајк берлинских радника 16. јуна претворио се у побуну против источнонемачког режима. Побуну су угушиле трупе совјетске војске у Немачкој и источнонемачка полиција.

## Позадина
Четири године након завршетка Другог светског рата и месец дана након проглашења Савезне Републике Немачке, у октобру 1949, уз благослов Москве, источнонемачка скупштина на територији совјетске окупационе зоне прогласила је Немачку Демократску Републику. У поратним годинама Источном Немачком је политички доминирала Јединствена социјалистичка партија Немачке (СЕД). СЕД је водио коалицију антинацистичких странака. Уз њега ту су били демохришћани и либерали, а коалиција је названа Националним фронтом па је првих година одржаван привид политичког плурализма у земљи. Период након 1949. године обележило је учвршћивање комунистичког вођства и стаљинизација земље, а политички систем Источне Немачке је попримио контуре совјетског система.
Поступно је марксизам као државна идеологија наметнут целом друштву, образовном систему и медијима. Међутим, велики део источних Немаца није прихватио наметање комунистичких институција, посебно након тринаестогодишњег периода нацизма. За обезбеђивање режима бринула се државна служба безбедности (ССД) и Министарство државне безбедности, који су надзирали сву потенцијалну опозицију. На трећем партијском конгресу 1950. године по узору на совјетску привреду донесен је петогодишњи план којим је уведено централно планирање у источнонемачку економију и постављене су високе квоте за индустријско радништво. Међутим, амбициозно постављене задатке угрожавао је стални бег источних Немаца у Западну Немачку. Тако је почетком 1953. месечно у просеку 37 хиљада људи бежало на Запад, са сталним трендом повећања. Укупно је до постављања берлинског зида 1961. године три милиона источних Немаца нашло уточиште на западној страни границе.

## Демонстрације
Важан догађај иза Гвоздене завесе догодио се након Стаљинове смрти у марту 1953. године. Демократске снаге у целој источној Европи понадале су се да је совјетска доминација при крају, а у томе су их често охрабривали и радиопрограми емитовани са Запада. У јуну 1953. вођство СЕД-а је у намери да повећа животни стандард представило политку „Нови смер“. Економска политика уведена на иницијативу економисте Маљенкова у Совјетском Савезу значила је веће инвестиције у лаку индустрију и потрошачка добра. Иако је та мера требало да иде њима на руку, за источнонемачке раднике то је значило повећање ионако високих квота. Одлука Политбироа да поправи статистику радног учинка за десетак постотака била је кап која је прелила чашу. Дана 16. јуна 1953. скупина грађевинских радника у Источном Берлину покренула је штрајк јер им је саопштено да ће им плате бити срезане уколико не достигну задате квоте. Пошто је број штрајкача нарастао изнад очекивања на пет хиљада, за следећи дан је био заказан генерални штрајк. У омасовљавању протеста важну улогу је имала радио-станица у Западном Берлину путем које су штрајкачи добијали информације, али не постоје докази о повезаности демонстраната с америчким обавештајцима.
У јутро 17. јуна у средишту Источног Берлина окупило се сто хиљада демонстраната, а све већи број је долазио. Истовремено је у свим осталим источнонемачким градовима био заустављен рад или је дошло до неког облика протеста па је више од четири стотине градова и села било захваћено демонстрацијама. У Дрездену су демонстранти заузели радио-станицу и почели са емитовањем противрежимских порука, а у граду Халеу су исто чиниле локалне новине. Демонстранти су тражили повратак старих радних квота, али њихови захтеви су брзо проширени из привредних у политичке па је затражена оставка источнонемачког водства и расписивање слободних избора. Извештаји су говорили о паролама против комунизма и хваљењу америчког председника Ајзенхауера, а све је прерасло у нападе на владине зграде и скидање комунистичких обележја, па чак и у покушај ослобађања политичких затвореника из затвора у Барнимштрасе. Истог јутра је на источноберлинском Александерплацу пала и прва жртва када је оклопни транспортер прегазио једног демонстранта. У таквој ситуацији источнонемачко комунистичко вођство на челу с Валтером Улбрихтом било је присиљено да се обрати совјетској војсци за помоћ, иако је вероватно совјетска контролна комисија у Берлину сама донела одлуку о гушењу немира силом. Наиме, Источна Немачка се налазила чврсто под окупацијом Црвене армије па у то време још увек није имала своју војску. Источна Немачка је била најважнији стратешки „плен“ Совјетског Савеза након Другог светског рата и ни у ком случају Москва није могла да допусти довођење у питање свог ауторитета. Око поднева истог дана полиција је блокирала све излазе са градског трга, након чега су стигли совјетски тенкови Т-34. Под не до краја разјашњеним околностима у поподневним сатима дошло је до сукоба демонстраната са источнонемачком полицијом и совјетским тенковима који су отворили ватру на окупљене грађане.

## Последице
Повремени сукоби совјетских војника с немачким грађанима и бројна хапшења протегнула су се на идућих десетак дана. Званични извори говорили су о педесет и једном погинулом грађанину у јунским демонстрацијама али новије процене начињене након отварања архива тајне полиције подижу број жртава на 267 људи. У месецима након тог догађаја стотинама учесника је суђено због покушаја „фашистичког државног удара“, а велики део демонстраната је идућих месеци успео да пребегне у Западни Берлин и тако се спаси од прогона.
Устанак у Источној Немачкој први је у низу револта иза Гвоздене завесе — у идућим годинама су уследили немири у Пољској (1956. и 1970. као и 1976. и 1980) и Мађарској (1956), и у Чехословачкој (1968). Оружана реакција на берлинске демонстрације постала је устаљени образац совјетског одговора на грађанске немире у Источном блоку за идуће три деценије, а свој коначан облик добила је у Брежњевљевој доктрини ограниченог суверенитета. Тек Горбачовљев долазак на чело Совјетског Савеза раскинуо је с таквом политиком.
Криза из Источног Берлина 1953. имала је више последица за цели Источни блок. Догађаји су показали да супротно очекивањима совјетски модел комунизма није ухватио корење у немачком друштву. Москва је била присиљена да привремено одустане од планиране либерализације источнонемачког друштва, а Улбрихт је успео да опстане на власти тако што је уверио Совјете да је потребна његова ауторитарна владавина како би одржао земљу стабилном. Комунистички лидери суседних земаља побојали су се да би ефектом домина сличан излив народног незадовољства могао да се догоди и у њиховим земљама.
Са друге стране, у берлинским су догађањима биле поражене и Сједињене Америчке Државе, чије је пасивно држање показало да је декларисана подршка „поробљеним народима Европе“, која се посебно користила током председничке кампање 1952, углавном била пука реторика.
Совјетска контролна комисија у Берлину је 1954. распуштена, а Источна Немачка је добила формални суверенитет. Идуће године је формирана и источнонемачка армија, а у мају 1955. Источна Немачка је постала чланица Варшавског пакта, а 1972. је примљена у Уједињене нације. Након пада Берлинског зида, Демократска Република Немачка престала је да постоји 3. октобра 1990. формалним чином уједињења са Савезном Републиком Немачком. Датум одржавања берлинских протеста из јуна 1953. године у Западној је Немачкој годинама био слављен као национални празник, да би га уједињењем двеју земаља заменио датум формалног уједињења. Берлински трг на којем су се одржале демонстрације 1953. након уједињења преименован је у Улицу 17. јуна.